# 22-es busz (Veszprém)
A veszprémi 22-es jelzésű autóbusz Veszprém autóbusz-állomás és a Laci-major között közlekedik. A járatot a V-Busz üzemelteti.

## Története
A 22-es buszjárat összeköttetést teremt Veszprém autóbusz-állomása, a belváros, a déli intézményközpont és Szabadságpuszta között. Korábban rendszerszerűen jártak hétvégén is autóbuszok a Laci-majorhoz, ám egy 2013-as módosítás szerint a hétvégi járatok megszűntek. 2017 óta viszont újra közlekednek szombaton és vasárnap is buszok a vonalon.

## Útvonala
| Laci-major felé | Veszprém autóbusz-állomás felé |
| --- | --- |
| Veszprém autóbusz-állomás vá. – Jutasi út – Mindszenty József utca – Mártírok útja – Füredi utca – 73-as főút – Sepsiszentgyörgy utca – 73-as főút – Alsóerdő utca – Laci-major vá. | Laci-major vá. – Alsóerdő utca – 73-as főút – Füredi utca – Mártírok útja – Mindszenty József utca – Jutasi út – Veszprém autóbusz-állomás vá. |

## Megállóhelyei
| 0  | Veszprém autóbusz-állomás végállomás | 15 | 1, 2, 3, 4, 4A, 7A, 10, 12, 12A, 13, 23 Helyközi buszok Távolsági járatok |
| 2  | Hotel                                | 14 | 1, 2, 3, 4, 4A, 5, 6, 7A, 10, 12, 12A, 13, 25                             |
| 3  | Kórház                               | 12 | 7A Helyközi buszok                                                        |
| 6  | Sport Vendéglő                       | 10 | Helyközi buszok 8, 8A, 11                                                 |
| 10 | Sepsiszentgyörgy utca                | 6  | Helyközi buszok                                                           |
| ∫  | Szabadság lakótelep, bejárati út     | 2  | Helyközi buszok                                                           |
| 14 | Magtár                               | 1  | Helyközi buszok                                                           |
| 15 | Laci-major végállomás                | 0  | Helyközi buszok                                                           |